# لانگایو
لانگایو (به اسپانیایی: Langayo) یک شهرستان در اسپانیا است که در استان وایادولید واقع شده‌است.